# Лэнг, Дэвид (композитор)
Дэ́вид Лэнг (англ. David Lang, 8 января 1957, Лос-Анджелес) — американский композитор, педагог.

## Биография
Закончил Стэнфордский университет, затем учился у Мартина Дженни, к которому специально поступил в Айовский университет. В 1987 году вместе с коллегами создал организацию Bang on a Can, пропагандирующую современную музыку. Докторскую степень получил в Йеле в 1989 году, среди его наставников были Лу Харрисон и Ханс Вернер Хенце.
С 2008 года преподает в Йельской школе музыки. Активно сотрудничает с современными хореографами — Эдуаром Локом, Сьюзен Маршалл, Бенжаменом Мильпье, Шэнь Вэем.
Лэнг аранжировал саундтрек фильма ««Реквием по мечте» для Кронос-квартета. Две композиции Лэнга вошли в саундтрек фильма Паоло Соррентино Великая красота (), а также он создал саундтрек для ещё одного фильма Паоло Соррентино «Молодость» (2015). Также стал автором саундтрека фильма Пола Дано «Дикая жизнь», телесериала Сэма Шеридана «Имя мне Ночь», документальных фильмов «Вудманы» и «Деревенский детектив».
Композитор года в США (2013). Почётный доктор музыки Университета штата Огайо (2015).
Обладатель Пулитцеровской премии по музыке за ораторию «The Little Match Girl Passion» (русс. Страсти по девочке со спичками).

## Избранные сочинения
- Eating Living Monkeys для оркестра (1985, 2-я ред. — 1987)
- international business machine для оркестра (1990
- modern painters, опера (1995)
- grind to a halt для оркестра (1996)
- Как трудно поле перейти / The Difficulty of Crossing a Field, опера по новелле Амброза Бирса (1999)
- The Carbon Copy Building, комическая опера (1999, в соавторстве с Джулией Вулф и Маклом Гордоном; премия Obie)
- Lost Objects, оратория (1999, в соавторстве с Джулией Вулф и Маклом Гордоном)
- how to pray для оркестра (2002)
- Shelter, оратория (2005, в соавторстве с Джулией Вулф и Маклом Гордоном)
- Анатомический театр / anatomy theater, камерная опера (2006)
- evening morning day для детского хора (2007)
- after gravity для фортепиано в 4 руки или 2-х фортепиано (2007)
- the little match girl passion по сказке Андерсена Девочка со спичками (2008, Пулитцеровская премия, диск Harmonia Mundi получил в 2010 премию Грэмми)
- battle hymns для двух хоров и балетной труппы (2009)
- darker для 12 струнных (2010)
- Plainspoken, балет (2010)
- world to come, концерт для виолончели и оркестра (2010)
- stuttered chant для виолончели и перкуссии (2011)
- ordinary для органа (2012)
- love fail, опера (2012)
- before gravity для 2-х фортепиано (2012)
- wed for brass quintet (2013)
- man mademan made для квартета ударных (2013)
- Опера шепотов / the whisper opera (2013)
- Crowd Out для 1000 человек (2014)
- mystery sonatas для скрипки соло (2014)
- Государственные гимны/ the national anthems для хора (2014)